# 石亀氏
石亀氏（いしがめし）は、日本の氏族。（1）南部氏庶流の石亀氏、（2）藤原姓の石亀氏がある。

## 南部氏流・石亀氏
初代は、三戸南部氏22代惣領南部政康の四男・石亀信房である。三戸地方石亀村を領有した。不来方城城代として南方の斯波氏に備えた。
信房の跡は嫡男・政頼が継ぎ南部藩士として250石を知行した。政頼の嫡男・直徳の代には400石となって家老を務めた。直徳の跡は嫡男・貞次が死去していたため貞次の子・政直へ嫡孫継承されたが、政直は明暦3年（1657年）に罪を得て家名断絶処分となり本家は断絶した。
政直の弟・政勝は分家しており50石（のち73石）を知行し、子孫が加増され200石となって幕末に至っている。また、貞次の弟の直方・政次・政房は分家した。直方の家は2代で断絶したが、残り2家は幕末まで続いた。また政次の娘の子・成喜は、藩主南部行信の娘・光源院付の老女となった母の名跡を継いで石亀氏を称した。
信房の次子・義実は楢山氏の祖となった。子孫には幕末の楢山佐渡がいる。義実の孫・宗隆の弟で分家した隆章の家は、慶応年間に至って石亀に復している。
上記の石亀氏一族との関係は不明だが、同じ石亀村を発祥とする石亀家がある。石亀政明、泉山康朝の兄弟を祖とする家である。この兄弟の出自は不明（『参考諸家系図』）とされるが、石亀信房の庶子であった可能性も否定できない。政明の次男であり、康朝の養子となった泉山古康の娘は南部信直室の慈照院で、南部利直の母である。その縁により南部信直・利直体制下では、古康は家老に抜擢され藩政に携わるようになっている。

### 三戸南部氏流石亀氏系図
```
 ┃ 　

石亀信房

 ┣━━━━━┳━━━━━┓ 

政頼
      
楢山義実
     
楢山義治
　
 ┃

直徳
　
 ┃━━━━━━┳━━━━━┳━━━━━┓　

貞次
      　　
直方
      
政次
      
政房
 　
 ┣━━━━━┓　　　　　　　　┣━━━━━┓

政直
　　 　
政勝
     　 　　
政氏
　　 　　　女子
　 　　　 　　　 　　　 　　    ┃
　　 　　　 　　　 　　　
治成
```

## 藤原姓・石亀氏
幕臣に石亀氏がおり、藤原氏を称した。家紋は三頭左巴、丸に三引。